# Бонни, Анж-Йоан
Анж-Йоа́н Бонни́ (фр. Ange-Yoan Bonny; родился 25 октября 2003, Обервиль) — французский футболист, нападающий итальянского клуба «Интернационале».

## Клубная карьера
Бонни — воспитанник команд «Шамбрай», «Тур» и «Шатору». 31 октября 2020 года он дебютировал за основную команду «Шатору», выйдя на замену в матче Лиги 2 против «Нанси». 20 апреля 2021 года в матче против клуба «Родез» Бонни забил свой первый гол в профессиональном футболе. 31 августа 2021 года на правах свободного агента перешёл в итальянскую «Парму», за которую дебютировал 2 октября 2021 года в матче Серии B против клуба СПАЛ.

## Карьера в сборной
В июне 2022 года Бонни был вызван в сборную Франции до 19 лет для участия в чемпионате Европы. Вместе с командой он дошёл до полуфинала турнира.

## Достижения
«Парма»
- Чемпион Серии B: 2023/24